# Elisa Lam

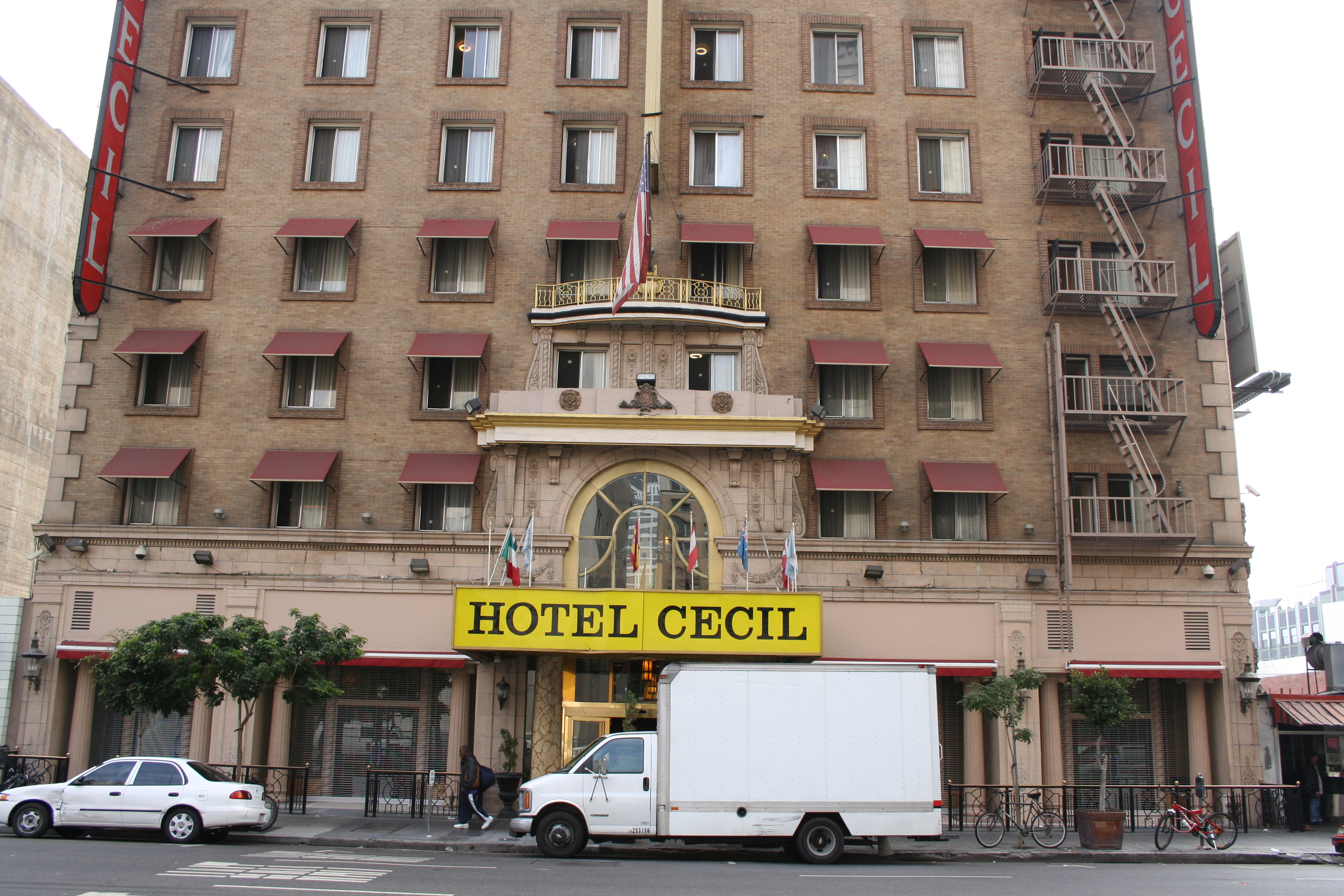
Cecil Hotel i Los Angeles där Lam hittades död har under sin hundraåriga historia varit plats för både mord och självmord, och dessutom gästats av seriemördare.

Elisa Lam, född 30 april 1991, död 19 februari 2013, var en kanadensisk kvinna av kinesiskt ursprung som försvann under mystiska förhållanden den 31 januari 2013 i Los Angeles och sedan hittades död under liknande förhållanden den 19 februari samma år. Omständigheterna kring hennes död är fortfarande ett mysterium även om dödsorsaken officiellt fastställdes som drunkningsolycka. Försvinnandet väckte internationellt intresse genom en märklig övervakningsfilm.

## Händelseförlopp

### Försvinnande
Lam studerade vid University of British Columbia i Vancouver när hon i januari 2013 reste till Kalifornien. Hon planerade att besöka flera städer vid västkusten och laddade upp bilder tagna från San Diego Zoo på sociala medier innan hon anlände i Los Angeles den 28 januari. Hon checkade in på Cecil Hotel där hon delade rum med två andra gäster, men flyttades till ett eget rum efter att gästerna klagat på hennes märkliga beteende. Lam som var diagnosticerad med bipolär sjukdom hade kontakt med sin familj i Vancouver varje dag under resan fram till den 31 januari då de kontaktade polisen (LAPD) efter att de inte kunnat få tag på henne längre. LAPD sökte igenom Lams rum och andra delar av hotellet med spårhundar men utan framgång. Den 6 februari beslutade LAPD att gå ut i media för att få hjälp med fallet.

### Hissvideon
Den 14 februari släppte LAPD en övervakningsvideo som kom att bli ett viralt fenomen på internet. Videon visar den sista iakttagelsen av Elisa Lam från en hiss på hotellet den 31 januari. Lams märkliga beteende i videon tilldrog sig internationellt intresse för försvinnandet och blev snabbt ett av de mest analyserade och diskuterade filmklippen på sociala medier. Videon som är fyra minuter lång visar bland annat hur Lam går in och ut ur hissen, trycker på olika knappar, ser sig omkring åt olika håll, och uppvisar ett generellt märkligt kroppsspråk. Vid tillfällen verkar det som om hon talar till någon eller till sig själv i den annars tysta videon, och även försöker gömma sig i hissen som först av oklar anledning inte verkar fungera som den ska. Hon gör allt detta i olika ordningar och återupprepar sporadiskt vissa handlingar, tills det att hon går iväg och hissdörren till slut stängs ordentligt. Videon uppnådde flera miljoner visningar och tusentals kommentarer på Youtube och kinesiska videotjänster som Youku. Videon är fortfarande oförklarlig men de flesta teorier har handlat om att hon genomgick en psykos på grund av sin diagnos, att hon var påverkad av en drog som MDMA eller att hon försökte få hissen att åka på grund av att hon var jagad av någon.

### Upptäckt
Den 19 februari gick en av hotellets anställda upp för att undersöka vattentanken på taket efter att gäster klagat på att det inte fanns något tryck i kranarna, vattnet luktade och var färgat annorlunda. Den anställda hittade då Lams nakna kropp flytande i tanken. Kläderna hon haft på sig i övervakningsvideon flöt också i vattnet tillsammans med hennes klocka och rumsnyckel. Efter obduktionen fastställdes det den 21 februari att dödsorsaken var drunkningsolycka och att Lams diagnos var den huvudsakliga faktorn. Man lyckades inte hitta några spår efter fysiska skador eller tecken på sexuellt övergrepp. Det fanns inte heller någon alkohol eller drog i kroppen, förutom hennes vanliga medicin. Inte heller hittades några bevis som tydde på att Lam hade begått självmord. Det är fortfarande ett mysterium hur Lam tog sig in i vattentanken då dörrar och trappor som leder upp till taket var låsta och larmade. Att ta sig in i tanken på egen hand är också svårt eftersom anställda behövde en stege för att klättra upp och kontrollera vattnet. Lams föräldrar stämde Cecil Hotel men domstolen dömde till slut till hotellets fördel när man inte kunde bevisa brister i säkerheten eftersom omständigheterna var så pass oklara.